# Audi Type D
L’Audi Type D, également appelée 18/45 ch, est une voiture de luxe qui a été construite à partir de 1912 par Audi Automobilwerke GmbH Zwickau (Audiwerke AG Zwickau à partir de 1915) en complément des plus petites Type B et Type C.
Le véhicule était équipé d’un moteur quatre cylindres en ligne IOE à deux blocs d’une cylindrée de 4,7 litres installé à l’avant. Il développait 45 ch à 1 650 tr/min. Il entraînait les roues arrière via une transmission à quatre vitesses à arbre intermédiaire et un arbre à cardan. La voiture avait un châssis en échelle et deux essieux rigides à ressorts à lames. Elle était disponible en tant que voiture de tourisme ou landaulet quatre places et berline quatre portes.
Seulement 53 exemplaires de cette grosse voiture ont été construits jusqu’en 1920.